# Kishartyán
Kishartyán (szlovákul: Malé Chrťany) község Nógrád vármegyében, a Salgótarjáni járásban.

## Fekvése
A település a Cserhát legészakibb vonulatai és a Karancs között fekszik, Salgótarjántól mintegy 10 kilométerre nyugatra. A Novohrad-Nógrád UNESCO Globális Geopark települése. Legkényelmesebb közúti megközelítését Balassagyarmat és Szécsény, illetve a megyeszékhely Salgótarján felől egyaránt a 22-es főút biztosítja, amely áthalad a központján. A község területén torkollik bele a főútba, délnyugati irányból a 21 134-es számú mellékút, amely Magyargéc, Nógrádmegyer és Sóshartyán településeken keresztül húzódik idáig Szécsény déli városrészei felől.
A települést érintő helyközi autóbuszvonalakː 1010, 1012, 3072, 3075, 3080, 3081, 3082.

## Története
A kisközség már a középkorban létezett. Az 1548. évi adóösszeírásban teljesen elpusztult helységként van felvéve. 1562-63-ban a török hódoltsághoz tartozott, a szécsényi szandzsák községei között. A későbbi összeírásokból hiányzik. Az 1715-1720. évi összeírásban is csak 5 magyar háztartással szerepel. 1770-ben Horváth György volt a földesura. A 19. század első felében Bay Ferenc birtoka volt, akinek a halála után, 1820-ban özvegye, szül. Fáy Ilona, majd örököse, Gyürky Pál birtokába került. Később a báró Podmaniczky család is birtokos volt itt, majd Kandó Aladár volt nagyobb birtokosa és az övé volt a községhez tartozó Hadászó és Kőkút puszta, valamint a kőkút-pusztai kúria is, melyet még báró Podmaniczky Mihály építtetett.

## Közélete

### Polgármesterei
- 1990–1994: Antal Sándor József (független)[4]
- 1994–1998: Varga Oszkár (független)[5]
- 1998–2002: Varga Oszkár (független)[6]
- 2002–2006: Varga Oszkár Iván (független)[7]
- 2006–2010: Varga Oszkár Iván (független)[8]
- 2010–2014: Varga Oszkár Iván (független)[9]
- 2014–2017: Kovács Istvánné (független)[10]
- 2017–2019: Sándor Attila (független)[11]
- 2019–2024: Sándor Attila (független)[12]
- 2024– : Sándor Attila (független)[1]

A településen 2017. április 2-án időközi polgármester-választást (és képviselő-testületi választást) tartottak, az előző képviselő-testület önfeloszlatása miatt. A választáson a hivatalban lévő polgármester is elindult, de a győztestől messze lemaradva, három jelölt közül csak a második helyet érte el.

## Népesség
A település népességének változása:
| Lakosok száma | 536  | 534  | 527  | 515  | 530  | 520  | 513  |
|               | 2013 | 2014 | 2015 | 2021 | 2022 | 2023 | 2024 |

2001-ben a település lakosságának 98%-a magyar, 2%-a cigány nemzetiségűnek vallotta magát.
A 2011-es népszámlálás során a lakosok 90,4%-a magyarnak, 9,3% cigánynak, 0,2% románnak mondta magát (9,6% nem nyilatkozott; a kettős identitások miatt a végösszeg nagyobb lehet 100%-nál). A vallási megoszlás a következő volt: római katolikus 66,8%, református 1,6%, evangélikus 0,2%, görögkatolikus 0,5%, felekezeten kívüli 5,6% (20,7% nem nyilatkozott).
2022-ben a lakosság 94,2%-a vallotta magát magyarnak, 5,3% cigánynak, 0,4% németnek, 2,1% egyéb, nem hazai nemzetiségűnek (5,8% nem nyilatkozott; a kettős identitások miatt a végösszeg nagyobb lehet 100%-nál). Vallásuk szerint 49,1% volt római katolikus, 1,7% református, 0,2% görög katolikus, 3,6% egyéb keresztény, 2,3% egyéb katolikus, 8,1% felekezeten kívüli (34,9% nem válaszolt).

## Nevezetességei
- A falu római katolikus temploma, 1712-ben épült. Az oldalvölgy kis nyúlványán álló templom gótikus, királyfejeket ábrázoló gyámkövei, ablakai, egyszerű pálcatagos szentségtartó fülkéje jelzik régiségét. Műemlék.
- Bay Ferenc síremléke. A régmúlt időkből ami a falura maradt, az Bay Ferenc síremléke a templom melletti dombon. A síremléken található szöveg jellegzetes példája a korabeli sírfeliratoknak. „Ludányi Bay Ferencz Cs.K. udvari tanácsos septemvirt, Szent István király jeles rendje keresztes vitézét, nagy hazafit, törvénytudót, igaz bírót, hív férjet, gondos atyát a haza, özvegye s árvái kesergik. Meg holt 1820-dik eszt. Febr. 4-dik napján, munkás életének 74-dik esztendejében. Elfelejthetetlen férjének emlékezetére emelte szeretett özvegye Fáy Ilona.”
- Harangtorony: a faluközpont meghatározó eleme. Vele szemben, a házak felett lekopott domboldal vagy inkább homokkő pad található mely közel 30 millió éves tengeri üledék, geológiai neve: slír.
- Kőlyukoldal: földtani képződmény a település déli irányában található oldalvölgyben lévő Kőlyuk. A több emelet magasságú homokkő falban a monda szerint egykor remeték lakóhelyéül szolgáló, illetve a törökdúlás idején a lakosság búvóhelyéül is használt üregek találhatók.

## Külső hivatkozások
- A Novohrad-Nógrád UNESCO Globális Geopark települései